# Lawman
Lawman (en español, En nombre de la ley) es una película de 1971 del género western, con Burt Lancaster como protagonista y dirigida por Michael Winner.

## Argumento
Al pasar por el pueblo del marshal Jered Maddox (Burt Lancaster), que no está en ese momento en el pueblo, un grupo de ganaderos borrachos y de juerga causan una serie de desmanes, y "sin querer matan a un hombre mayor" con una bala perdida. Al día siguiente regresan al rancho sin saber lo que habían hecho. Jered Maddox, representante de la ley, llega luego allí para arrestar a todos los involucrados bajo una acusación de asesinato. El dueño del rancho, Vincent Bronson (Lee J. Cobb), es un déspota benevolente que al enterarse de la muerte ofrece dinero para compensar el incidente; ellos no opondrán resistencia a la justicia del marshal Maddox. A pesar de que los ganaderos, como Vernon Adams (Robert Duvall), intentarán destruir a Maddox, él no se dejará intimidar por los forajidos.
El marshal Cotton Ryan (Robert Ryan) es un hombre de la ley que está envejeciendo; es duro y su reputación se basa en un incidente que ocurrió años antes, en el que fue ayudado por Vincent Bronson. Ryan admite ser sólo una sombra de lo que una vez fue y es incapaz de detener a los asesinos. Maddox le confía a Ryan que el sistema judicial es débil y corrupto. El marshal Jered Maddox, cansado de ellos, abandona el pueblo, pero los hombres de Bronson se le enfrentan y Maddox tiene que responder.

## Elenco
| Actor             | Personaje         |
| ----------------- | ----------------- |
| Burt Lancaster    | Jered Maddox      |
| Robert Ryan       | Cotton Ryan       |
| Lee J. Cobb       | Vincent Bronson   |
| Robert Duvall     | Vernon Adams      |
| Sheree North      | Laura Shelby      |
| Richard Jordan    | Crowe Wheelwright |
| Albert Salmi      | Harvey Stenbaugh  |
| J. D. Cannon      | Hurd Price        |
| John McGiver      | Mayor Sam Bolden  |
| Ralph Waite       | Jack Dekker       |
| John Beck         | Jason Bronson     |
| William C. Watson | Choctaw Lee       |
| Walter Brooke     | Luther Harris     |
| Joseph Wiseman    | Lucas             |

## Enlaces
- Lawman en Internet Movie Database (en inglés).
- Lawman en FilmAffinity.

- Reclamo, en inglés.

- Secuencia.

- Música, de Jerry Fielding.
  - Sobre la música, en el sitio Score Magacine.
  - Tema principal, con imágenes de la película.

- Datos: Q685625